# Jiang Wenwen
Dans ce nom chinois, le nom de famille, Jiang, précède le nom personnel.
Jiang Wenwen, née le 25 septembre 1986 à Chengdu, est une nageuse synchronisée chinoise.

## Carrière
Jiang Wenwen fait partie de l'équipe chinoise médaillée de bronze en ballet aux Jeux olympiques de 2008 à Pékin, où elle se classe quatrième en duo avec sa sœur jumelle Jiang Tingting. Elle dispute toujours en ballet les Jeux olympiques d'été de 2012 à Londres et remporte la médaille d'argent avec Chang Si, Chen Xiaojun, Huang Xuechen, Jiang Tingting, Liu Ou, Luo Xi, Wu Yiwen et Sun Wenyan.